# Valerio Vigliar
Valerio Vigliar (Roma, 4 ottobre 1976) è un compositore, pianista, cantante e produttore discografico italiano.

## Biografia
Autodidatta, appassionato di Filosofia antica, consegue come privatista il diploma di Corso Inferiore di Pianoforte al conservatorio di Perugia e quello di Armonia Complementare. 
Entra al Conservatorio Santa Cecilia di Roma, nel corso di composizione e direzione d'orchestra. In seguito ai suoi studi di musica elettronica e fonia, incontra il direttore d'orchestra Emilio Rabaglino (allievo di Vincenzo Scaramuzza) con cui studia per alcuni anni.
Dal 2024 docente di Composizione di Musica per le immagini al Conservatorio Briccialdi di Terni.
L'orchestrazione, il contrappunto, la vocalità, l'improvvisazione e la ricerca timbrica sono fra gli aspetti distintivi della sua ricerca e dei suoi lavori.
La sua carriera inizia nei primi anni del 2000, con numerose collaborazioni, fra queste quella con la compagnia teatrale T.D.A. (Teatro Delle Apparizioni) al tempo focalizzata sul teatro sensoriale; insieme al poeta ed editor Michael Reynolds fonda la band Liù, esperimento tra song e spoken words, jazz rock e trip-hop con cui farà concerti al limite con la performance e da cui sarà prodotto anche un l'omonimo album.
Nel 2005 inizierà la sua carriera come compositore per il cinema ed il teatro, scrive quest'anno un brano per solo piano per il cortometraggio “Aria” di Claudio Noce, vincitore del David di Donatello. Nel 2009 firma la colonna sonora del film Good Morning Aman, nella sezione "Settimana della Critica" alla Mostra Internazionale d'Arte Cinematografica di Venezia; nel 2011 quella del film esordio di Gipi, L'ultimo terrestre, in concorso alla 68ª Mostra internazionale d'arte cinematografica di Venezia. 
Dal 14 al 19 febbraio 2012 cura la direzione artistica al Teatro Valle di Roma.
Dal 2012 entra a far parte del Collettivo Angelo Mai e della compagnia Bluemotion, con cui collabora a varie produzioni e spettacoli come compositore musicista e attore (Party Hall, Long Playing, Safari Petrolio, Favole al telefono, Caffettiera Blu, Settimo Cielo, Not not not enough oxygen, Wasted, Lemnos, Pilade, La Tecnologia del Silenzio, Sogno Creatore).
Nel 2013 esce l'Ep A.K.Ellis, progetto nato dalla collaborazione con la cantautrice inglese Sylvie Lewis in collaborazione con Matteo Pezzolet al contrabbasso e Roberto Angelini alle chitarre.
Nel 2021 vince il premio Ubu come miglior musica e disegno sonoro insieme a Cristiano de Fabritiis per lo spettacolo "Tiresias", per la regia di Giorgina Pi.

## Colonne Sonore per Cinema/Film/Documentari
- 2005  Aria, vincitore del David di Donatello 2005 - menzione speciale come miglior colonna sonora al Genova Film Festival per le musiche del cortometraggio Aria[2].
- 2005 Citroen Pluriel per conto della Filmaster in visione alla 62ª Mostra Internazionale di Arte Cinematografica di Venezia.
- 2006  Gente Comune regia Claudio Noce, produttore A.Piva (La Capagira).
- 2007  Adil e Yusuf, in concorso alla 64ª Mostra Internazionale di Arte Cinematografica di Venezia[3].
- 2009  Good Morning Aman di Claudio Noce, con e prodotto da Valerio Mastandrea in concorso alla Settimana della Critica alla 66ª Mostra Internazionale di Arte Cinematografica di Venezia[4].
- 2010 La Pagella (regia Alessandro Celli) del film per Fiducia[5].
- 2011  Fair Tales regia di Giovanni Pompili e Nicola Moruzzi, produzione FakeFactory.
- 2011 Sotto casa di A.Lauria, Premio Solinas . Archiviato il 22 agosto 2011 in Internet Archive.
- 2011 L'ultimo terrestre regia Gianni (Gipi) Pacinotti, Fandango, in concorso alla 68ª Mostra Internazionale di Arte Cinematografica di Venezia . Archiviato il 17 febbraio 2017 in Internet Archive.
- 2011 sonorizzazionefilm muto russo The New Babylon, su commissione del Palazzo delle Esposizioni.
- 2012 partecipa come tutor e compositore ai corti vincitori del premio Solinas 2012.
- 2012 S.B. lo conoscevo bene di Giacomo Durzi e Giovanni Fasanella.
- 2013  Slow food story di Stefano Sardo, Indigo Film.
- 2014 Ci vorrebbe un miracolo di Davide Minnella.
- 2014  La terra dei santi  di Fernando Muraca.
- 2015 La Scuola d'estate, regia Jacopo Quadri.
- 2015  Grozney Blues di Nicola Bellucci.
- 2017 Lorello e Brunello di Jacopo Quadri, in concorso al TorinoFilmFestival.
- 2017  Amori che non sanno stare al mondo di Francesca Comencini,(nota: la canzone dei titoli di coda scritta a quattro mani con Giovanni Truppi entra nella cinquina dei Nastri d'argento.)
- 2018 Il ragazzo più felice del mondo regia di Gipi.
- 2019  Sisterwood di Domiziana De Fulvio.
- 2019  Effetto Domino di Alessandro Rossetto
- 2019  This is not cricket di Jacopo De Bartoldi.
- 2020  The Promise land di Daniele Tommaso, Istituto Luce.
- 2020  Ultimina di Jacopo Quadri.
- 2020  The Italian Banker di Alessandro Rossetto.
- 2021  La Costituzione entra in fabbrica di F.Pellarin e R.Quaglia, Istituto Luce.
- 2021  La Luce di Roma di Guido Talarico.
- 2022  L'Intuizione di Duchamp regia di Guido Talarico.
- 2022  Siamo qui per provare regia di Greta De Lazzaris e Jacopo Quadri.
- 2023  Era scritto sul mare regia Giuliana Gamba, Istituto Luce.
- 2023  16 millimetri alla Rivoluzione regia di Giovanni Piperno, produzione AAMOD.
- 2023  75 regia Jacopo Quadri, produzione Palomar.
- 2024   Upshot regia di Maha Haj, musica e supervisione; produzione Okta.
- 2024  Quir di Nicola Bellucci, insieme a Roberto Procaccini, produzione Soap Faktory Gmgh.
- 2024  Broken Dream di Jacopo De Beroldi, produzione Nanof e RaiCinema.
- 2024  Familia regia Francesco Costabile, prodotto da Tramp Limited, Indigo Film e Ogroove.
- 2025  Il Figlio più bello regia di Giovanni Piperno e Stefano Rulli, prodotto da BibiFilm.
- 2025  Fuori regia Mario Martone, prodotto da Indigo Film.

## Teatro e installazioni
- 2002/2005 per il Teatro Delle Apparizioni scrive le musiche per Città Invisibili[6] Danza con me[7] Il Paese dei Sussurri[8]

- 2007 su commissione dello scultore spagnolo G. Dettoni scrive l'opera Crux[9]

- 2007 per conto di UnionCamereLombardia e della Regione Lombardia, per il lancio del progetto “Artigiana”, sonorizzando Villa Castelbarco scrive Glass Grotesque

- 2007 la regista Emanuela Giordano usa alcune sue musiche per Progetto Acustico[10] e Quartetti sotto la luna[11]
- 2008 per la regia di Tomas Otto Zinzi scrive le musiche per Mamma Randagia[12]
- 2010 dall'adattamento di Joel Pommerat, commissione dell'ambasciata francese, scrive le musiche per Pinocchio[13]

- 2012  'L'Eternità' spettacolo multimediale di cui cura anche la regia, al Teatro Valle di Roma.
- 2014 musiche per lo spettacolo di Teresa Mannino Sono nata il 23
- 2014 Safari Petrolio per Bluemotion - attore
- 2015 Favole al telefono per Bluemotion - soundscape
- 2016 Caffettiera Blu per Bluemotion - ambiente sonoro
- 2017 Settimo Cielo per Bluemotion - musiche con il Collettivo Angelo Mai
- 2018 sonorizzazione del radiodramma “Not not not enough oxigen” su testo di Caryl Churchill, per la regia di Giorgina Pi, nata da una commissione di Radio3, è poi trasformata in perfomance al Teatro Belli di Roma per la rassegna “Trend” di Rodolfo Di Giammarco.
- 2019 Accompagna al pianoforte lo scrittore WuMing1 in una serie di reading teatrali dedicati alla presentazione del suo libro La macchina del vento
- 2019 Cura come Collettivo Angelo Mai le musiche di Wasted di Kate Tempest, per la regia di Giorgina Pi, prodotto da Emilia-Romagna Teatri e Teatro Angelo Mai.
- 2020 cura il suono con Cristiano De Fabritiis dello spettacolo Tiresias, per la regia di Giorgina Pi, tratto da "Hold your home" di Kate Tempest.
- 2021 assistente alla regia per l'opera The rape of Lucretia, di B.Britten, regia Giorgina Pi, produzione del Teatro Lirico Sperimentale di Spoleto.
- 2021 musiche ed ambiente sonoro insieme a Cristiano de Fabritiis per lo spettacolo Sherpa di R.Schimmelpfennig,
- per la regia di Giorgina Pi, produzione Teatro Nazionale di Genova.
- 2021 premio Ubu per Tiresias miglior musiche/disegno sonoro insieme a Cristiano de Fabritiis, come Collettivo Angelo Mai. Lo spettacolo vince altri 2 premi Ubu anche nelle categorie miglior attore over 35 e miglior adattamento da testo straniero.
- 2022 Drammaturgia sonora e musiche dello spettacolo Karnival di Michela Lucenti/Balletto Civile, prodotto da E.R.T.
- 2022 musiche ed ambiente sonoro insieme a Cristiano de Fabritiis per lo spettacolo Lemnos
- regia di Giorgina Pi.
- 2023 musiche ed ambiente sonoro come Collettivo Angelo Mai per lo spettacolo La Tecnologia del Silenzio regia Giorgina Pi, produzione T.P.E. di Torino.
- 2023 musiche ed ambiente sonoro insieme a Cristiano de Fabritiis per lo spettacolo Pilade regia Giorgina Pi, produzione E.R.T./Teatro Nazionale di Genova.
- 2023 musiche ed ambiente sonoro insieme a Cristiano de Fabritiis per lo spettacolo Sogno Creatore regia Giorgina Pi, produzione Bluemotion.
- 2024 musiche di scena dello spettacolo Roberto Zucco di Koltès, regia Giorgina Pi, prodotto da RomaEuropaFestival e Teatro Nazionale Genova.

## Produzioni e tv
- 2002 produce e arrangia per l'etichetta discografica Universo il disco dei Plastico, partecipanti all'edizione 2002 del Festival di Sanremo
- 2003 lavora per la Saatchi & Saatchi realizzando jingle per Dash
- 2003/2004 scrive il jingle per la campagna televisiva Pampers Easy up'Saatchi & Saatchi, in onda per due anni
- 2004 realizza delle musiche per la campagna televisiva Q8, per conto dell'agenzia Gruppo Armando Testa di Roma
- 2005 realizza dei provini per la campagna Pampers Volano Saatchi & Saatchi
- 2006 scrive il jingle per la campagna televisiva Pampers Armatura per la Saatchi & Saatchi
- 2007/2008 la Filmmaster Group usa dei suoi brani per sonorizzare dei video per Gucci
- 2015 per Film Master e Mc Erickson firma la musica della campagna Poste Italiane per il 2015, regia di C.Noce.
- 2016 Firma la musica della pubblicità sul cinquantenario della Lipu regia di C.Noce (Film Master Mc Erickson).
- 2018 arrangia gli archi per il disco O Diavolo di Francesco Di Bella.
- 2019 scrive il jingle Faces per la campagna pubblicitaria della fondazione Operation Smile Italia Onlus.
- 2020 cura le musiche e la produzione del disco Diavoli Storti di Marcello Murru uscito per la Concerto.
- 2021  A Wise Generation, Netflix/Standbyme.
- 2021 sigla del programma Chi si ferma è perduto su SkyArt, prodotto da Tiwi Tv Studio.
- 2022 sigla del programma The Square su SkyArte, prodotto da Tiwi Tv Studio.

## Discografia
- 2005 – Liù
- 2005 – Tilt
- 2007 – With Eyes Closed
- 2009 – Petit Prelude
- 2009 – Good Morning Aman - (Warner Chappel Music Italia Srl) - (Original Motion Picture Soundtrack)
- 2010 – Pinocchio
- 2011 – L'ultimo terrestre (Radiofandango Srl) - (Original Motion Picture Soundtrack)
- 2012 – Dopo il silenzio
- 2012 – L'eternità
- 2013 – A.K. Ellis
- 2017 - Qui è eternamente alba (Unsigned)
- 2018 - Amori che non sanno stare al mondo (Sugar) - (Original Motion Picture Soundtrack)
- 2018 - Lorello e Brunello - (Original Motion Picture Soundtrack)
- 2019 - Il Ragazzo più felice del mondo - (Original Motion Picture Soundtrack)
- 2019 - Terra Promessa (Original Motion Picture Soundtrack)
- 2019 - This is not Cricket (Original Motion Picture Soundtrack)
- 2020 - Soundtracks Notebook
- 2022 - Sounds (single)
- 2023 - 16 Millimetri alla rivoluzione (Original Motion Picture Soundtrack)
- 2023 - Promenade